# Verkiezingen voor het Europees Parlement 2019/Kandidatenlijst/JEZUS LEEFT
De kandidatenlijst voor de Europese Parlementsverkiezingen 2019 van de lijst JEZUS LEEFT (lijstnummer 11) is na controle door de Kiesraad als volgt vastgesteld:
1. Van der Spek F.I.A., Giessenburg
2. Westhoven M.J., Almere
3. Van Ooijen J.A.C., Giessenburg

Democraten 66 (D66) ·
CDA-Europese Volkspartij · 
PVV (Partij voor de Vrijheid) ·
VVD · 
SP (Socialistische Partij) ·
P.v.d.A./Europese Sociaaldemocraten ·
ChristenUnie-SGP ·
GROENLINKS ·
Partij voor de Dieren ·
50PLUS ·
JEZUS LEEFT ·
DENK ·
De Groenen ·
Forum voor Democratie ·
vandeRegio & Piratenpartij ·
Volt Nederland